# Mind Made Up
Mind Made Up is een nummer van de Nederlandse zanger Wulf uit 2017. Het is de vijfde en laatste single van zijn debuut-EP Switching Gears. In september 2019 verscheen het nummer op zijn debuutalbum This Is Wulf.
Het nummer is de eerste solosingle van Wulf, nadat hij een jaar eerder samen met Sam Feldt en Lucas & Steve een zomerhit scoorde met het deephousenummer Summer on You. Wulf zei over Mind Made Up: "Deze track is heel belangrijk voor me. Het gaat over mijn keuze voor muziek. Hoe ik er hobbelend en struikelend achter kwam dat ik hier toch echt heel graag voor wilde gaan, ondanks de tegenslagen en onzekerheid. De afgelopen jaren waren niet makkelijk, zonder vast inkomen en mijn relatie die onder druk kwam te staan". Het nummer leverde Wulf wederom een hit op in Nederland, waar het de 15e positie behaalde in de Nederlandse Top 40. In Vlaanderen bereikte het de 28e positie in de Tipparade.

## Hitnoteringen

### Nederlandse Top 40
| Hitnotering: 07-10-2017 t/m 13-01-2018 | Hitnotering: 07-10-2017 t/m 13-01-2018 | Hitnotering: 07-10-2017 t/m 13-01-2018 | Hitnotering: 07-10-2017 t/m 13-01-2018 | Hitnotering: 07-10-2017 t/m 13-01-2018 | Hitnotering: 07-10-2017 t/m 13-01-2018 | Hitnotering: 07-10-2017 t/m 13-01-2018 | Hitnotering: 07-10-2017 t/m 13-01-2018 | Hitnotering: 07-10-2017 t/m 13-01-2018 | Hitnotering: 07-10-2017 t/m 13-01-2018 | Hitnotering: 07-10-2017 t/m 13-01-2018 | Hitnotering: 07-10-2017 t/m 13-01-2018 | Hitnotering: 07-10-2017 t/m 13-01-2018 | Hitnotering: 07-10-2017 t/m 13-01-2018 | Hitnotering: 07-10-2017 t/m 13-01-2018 | Hitnotering: 07-10-2017 t/m 13-01-2018 | Hitnotering: 07-10-2017 t/m 13-01-2018 |
| Week:                                  | 1                                      | 2                                      | 3                                      | 4                                      | 5                                      | 6                                      | 7                                      | 8                                      | 9                                      | 10                                     | 11                                     | 12                                     | 13                                     | 14                                     | 15                                     |                                        |
| -------------------------------------- | -------------------------------------- | -------------------------------------- | -------------------------------------- | -------------------------------------- | -------------------------------------- | -------------------------------------- | -------------------------------------- | -------------------------------------- | -------------------------------------- | -------------------------------------- | -------------------------------------- | -------------------------------------- | -------------------------------------- | -------------------------------------- | -------------------------------------- | -------------------------------------- |
| Positie:                               | 36                                     | 30                                     | 25                                     | 20                                     | 17                                     | 15                                     | 16                                     | 17                                     | 18                                     | 21                                     | 23                                     | 28                                     | 29                                     | 33                                     | 37                                     | uit                                    |

### NederlandseSingle Top 100
| Hitnotering (week 1 t/m 5): 25-11-2017 t/m 23-12-2017 Hitnotering (week 6 t/m 13): 06-01-2018 t/m 24-02-2018 | Hitnotering (week 1 t/m 5): 25-11-2017 t/m 23-12-2017 Hitnotering (week 6 t/m 13): 06-01-2018 t/m 24-02-2018 | Hitnotering (week 1 t/m 5): 25-11-2017 t/m 23-12-2017 Hitnotering (week 6 t/m 13): 06-01-2018 t/m 24-02-2018 | Hitnotering (week 1 t/m 5): 25-11-2017 t/m 23-12-2017 Hitnotering (week 6 t/m 13): 06-01-2018 t/m 24-02-2018 | Hitnotering (week 1 t/m 5): 25-11-2017 t/m 23-12-2017 Hitnotering (week 6 t/m 13): 06-01-2018 t/m 24-02-2018 | Hitnotering (week 1 t/m 5): 25-11-2017 t/m 23-12-2017 Hitnotering (week 6 t/m 13): 06-01-2018 t/m 24-02-2018 | Hitnotering (week 1 t/m 5): 25-11-2017 t/m 23-12-2017 Hitnotering (week 6 t/m 13): 06-01-2018 t/m 24-02-2018 | Hitnotering (week 1 t/m 5): 25-11-2017 t/m 23-12-2017 Hitnotering (week 6 t/m 13): 06-01-2018 t/m 24-02-2018 | Hitnotering (week 1 t/m 5): 25-11-2017 t/m 23-12-2017 Hitnotering (week 6 t/m 13): 06-01-2018 t/m 24-02-2018 | Hitnotering (week 1 t/m 5): 25-11-2017 t/m 23-12-2017 Hitnotering (week 6 t/m 13): 06-01-2018 t/m 24-02-2018 | Hitnotering (week 1 t/m 5): 25-11-2017 t/m 23-12-2017 Hitnotering (week 6 t/m 13): 06-01-2018 t/m 24-02-2018 | Hitnotering (week 1 t/m 5): 25-11-2017 t/m 23-12-2017 Hitnotering (week 6 t/m 13): 06-01-2018 t/m 24-02-2018 | Hitnotering (week 1 t/m 5): 25-11-2017 t/m 23-12-2017 Hitnotering (week 6 t/m 13): 06-01-2018 t/m 24-02-2018 | Hitnotering (week 1 t/m 5): 25-11-2017 t/m 23-12-2017 Hitnotering (week 6 t/m 13): 06-01-2018 t/m 24-02-2018 | Hitnotering (week 1 t/m 5): 25-11-2017 t/m 23-12-2017 Hitnotering (week 6 t/m 13): 06-01-2018 t/m 24-02-2018 | Hitnotering (week 1 t/m 5): 25-11-2017 t/m 23-12-2017 Hitnotering (week 6 t/m 13): 06-01-2018 t/m 24-02-2018 |
| Week: | 1 | 2 | 3 | 4 | 5 | | 6 | 7 | 8 | 9 | 10 | 11 | 12 | 13 | |
| --- | --- | --- | --- | --- | --- | --- | --- | --- | --- | --- | --- | --- | --- | --- | --- |
| Positie: | 74 | 67 | 68 | 95 | 83 | uit | 69 | 71 | 84 | 75 | 65 | 62 | 79 | 73 | uit |